# Museu de Benalmádena
El Museu de Benalmádena es troba a l'avinguda de Luis Peralta del nucli antic (Benalmádena Poble) del municipi de Benalmádena, a la província de Màlaga. Va ser inaugurat el 5 de maig de 1970 i reformat el 26 d'abril de 2005 i consta de dues col·leccions:

## Col·lecció Precolombina
Alberga la col·lecció d'art precolombí de Felipe Orlando García-Murcià, que ha estat ampliada gràcies a donacions, préstecs i adquisicions per part de l'Ajuntament de Benalmádena. Les peces procedeixen de diversos països  hispanoamericans com Mèxic, Nicaragua, Equador, Costa Rica i el Perú.
L'exposició il·lustra els dos grans nuclis de civilització: Mesoamèrica i els Andes Centrals o Antic Perú, així com l'àrea intermèdia que comprèn la baixa Amèrica Central i els Andes del Nord. Cada zona integra una de les 3 sales.
Aquesta col·lecció és una de les majors col·leccions d'art precolombí fora d'Hispanoamèrica.

## Col·lecció arqueològica
Està integrada per objectes procedents d'excavacions  arqueològiques realitzades en el municipi des de la Prehistòria fins a l'Imperi Romà.